# Hermann Kretzschmer
 Ikke at forveksle med Hermann Kretzschmar.
Johann Hermann Kretzschmer (født 20. oktober 1811 i Anklam, Pommern, død 5. februar 1890 i Berlin) var en tysk maler.
Kretzschmer, der var elev af Wach i Berlin og Schadow i Düsseldorf, udnyttede studierne fra en rejse i Ægypten og Tyrkiet til en del meget roste orientalske billeder, for eksempel Karavane overrasket af samum (1844, Leipzig-Museet), slog sig 1845 ned i Berlin, var med i krigene 1864 og 1866 og malede herfra bland andet Prins Friedrich Karl ved Dybbøl, Overgangen til Als, Rekognoscering ved Nybøl, Episode fra slaget ved Königgrätz, malede en del portrætter (sultan Abd-ul-Medshid, dronningen af Grækenland med mere), scener fra Preussens historie og vandt måske størst popularitet ved sine mange, ofte ret flove, men gerne humoristisk elskværdige genrebilleder, som Rødhætte, Askepot (1836), De iturevne bukser, Den sorte mand kommer!, Tålmodighedsprøven, Bryllup i Gretna-Green (1870) og så videre.

## Værker
- Rotkäppchen (1833)
- Aschenbrödel (1836)
- Die Kinderwiege (1875)
- Das Frühstück in der Wüste
- Die Karawane im Samum (Museum in Leipzig)
- Die Einschiffung wider Willen (Schloss Babelsberg)
- Die Rückkehr der Pilgerkarawane
- Die Landung des Großen Kurfürsten auf Rügen
- Des Pagen Seydlitz erste Lustfahrt mit dem Markgrafen von Schwedt
- Der schwarze Mann kommt (als Der Schornststeinfeger kommt im Kunstmuseum Bremerhaven)
- Die ersten Höschen
- Das Wochenbett der Katze
- Die Geduldsprobe
- Prinz Friedrich Karl mit Generalstab bei Düppel
- Heimfahrt aus der Schule im Spreewald
- Die Trauung zu Gretna-Green
- Mehemed Ali
- Abbas Pascha
- Abdul Medschid